# Illice bisigna
Illice bisigna är en fjärilsart som beskrevs av Berg 1875. Illice bisigna ingår i släktet Illice och familjen björnspinnare. Inga underarter finns listade i Catalogue of Life.